# Milden (Suffolk)
Pour les articles homonymes, voir Milden.
Milden est une paroisse civile d’Angleterre, au Royaume-Uni, située dans le district de Babergh, comté du Suffolk.